# Hohlweg

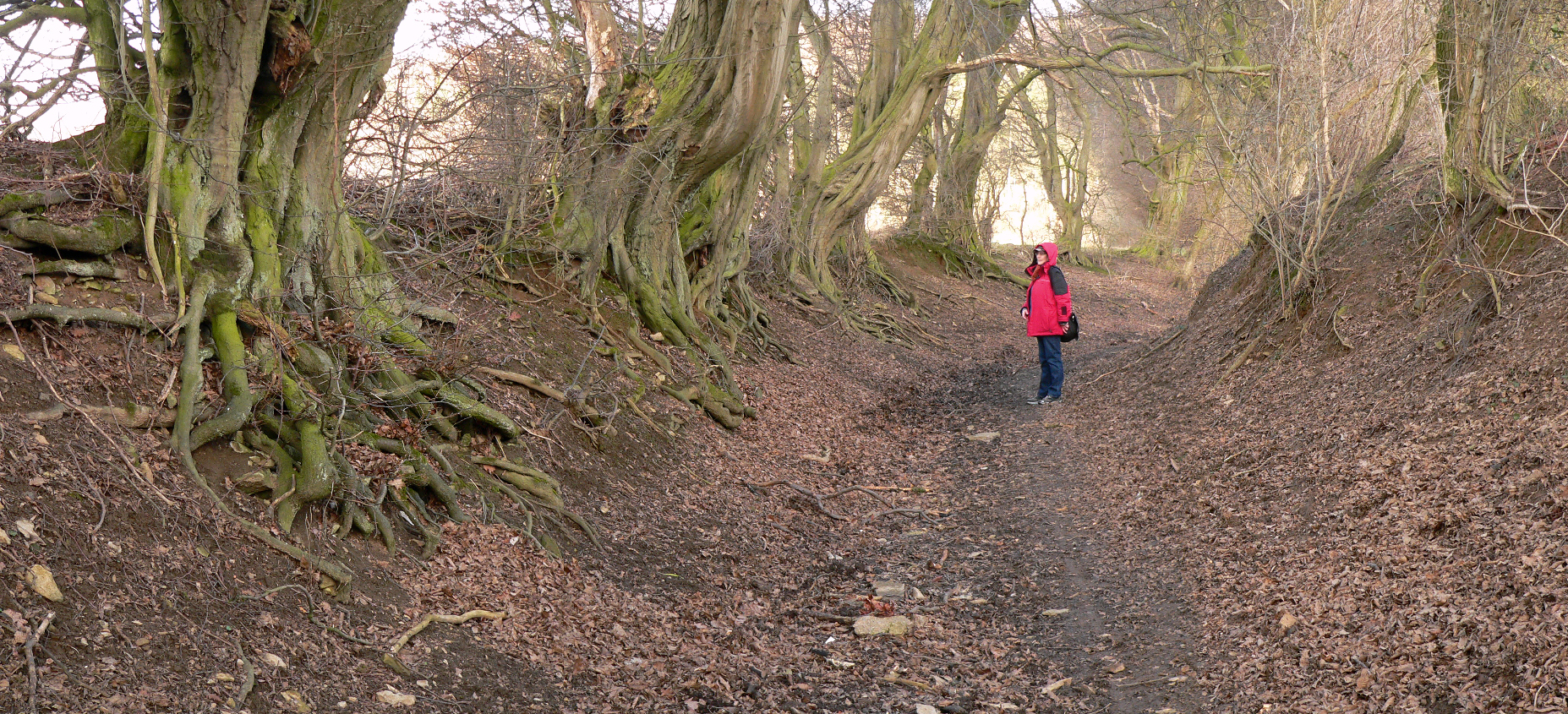
Alter Hohlweg an der Deisterpforte in Niedersachsen

Ein Hohlweg ist ein Weg, der sich durch jahrhundertelange Nutzung mit Fuhrwerken und Vieh sowie abfließendes Regenwasser bis zu 10 Meter tief in das umgebende Gelände eingeschnitten hat.

## Entstehung

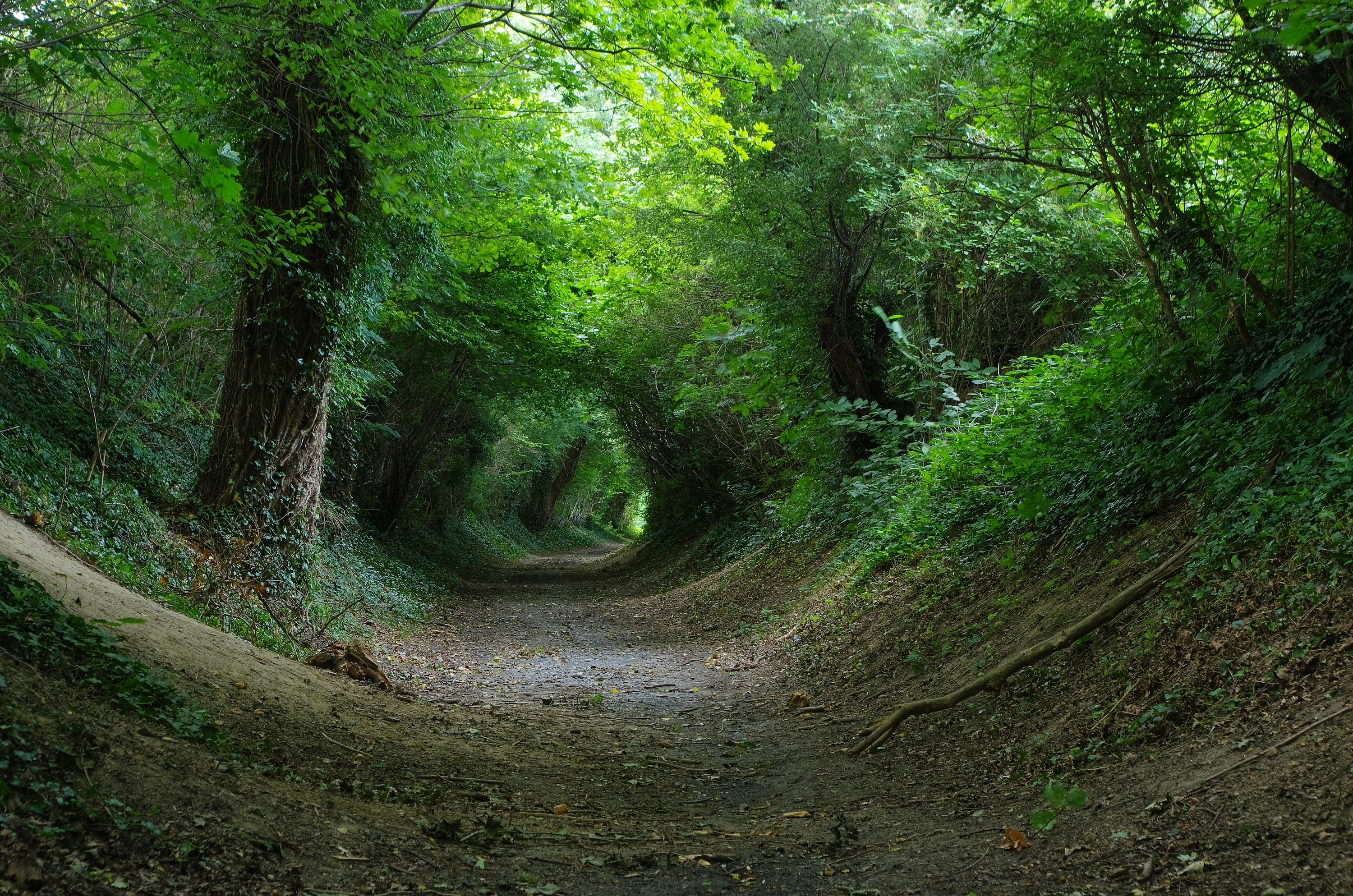
Tief eingeschnittener alter Hohlweg bei der ehemaligen Büdericher Schanze

Nach dem Zerfall des Römischen Reiches bis in die Mitte des 18. Jahrhunderts waren Wege und Straßen mit unbefestigten Oberflächen ausgestattet. Dabei bildeten sich Hohlwege an den Standorten aus, an welchen durch den mechanischen Druck der Wagenräder und durch die ständige Beanspruchung der Wegflächen durch Huftritte der Zug- und Lasttiere die obere Bodenschicht verdichtet wurde und das fein zermahlene Bodenmaterial durch Oberflächenwasser bei Regenereignissen abtransportiert wurde. Die Vertiefung der Wegrinne durch Erosionsprozesse erfolgt durch lange Nutzungsdauer der Wege und Straßen. Der fortwährende Bodenabtrag ist die wesentliche Ursache für die Entstehung der Hohlwege. Nur in wenigen Fällen wurden die Wege bewusst vom Menschen angelegt. Die Bildung von Hohlwegen war von unterschiedlichen Voraussetzungen abhängig: Zum einen spielten die naturräumlichen Gegebenheiten eine wichtige Rolle und zum anderen war die menschliche Nutzung durch das Befahren der Wege der anthropogene Faktor.

## Beschreibung

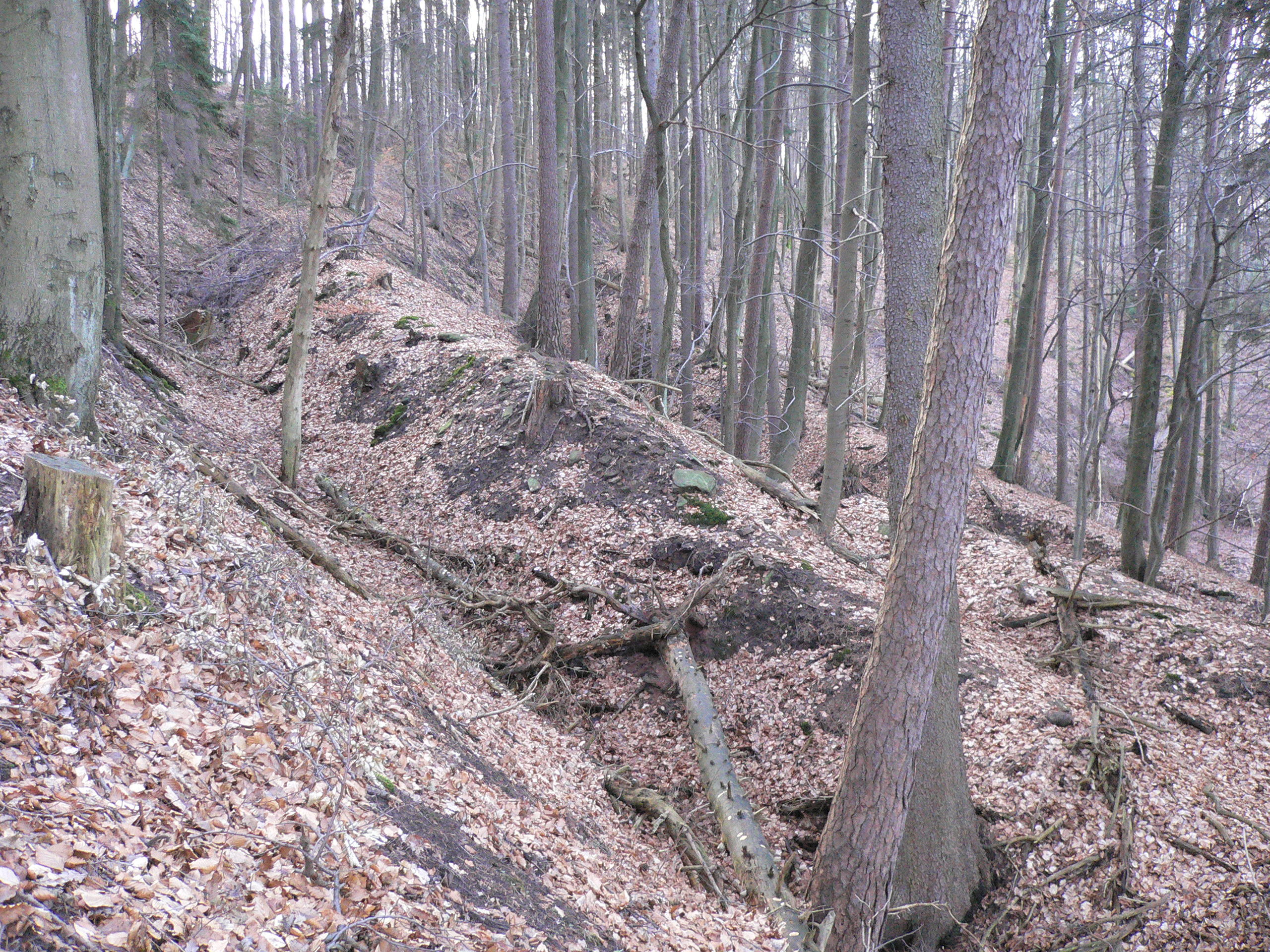
Verfallene Hohlwege im Pfälzerwald

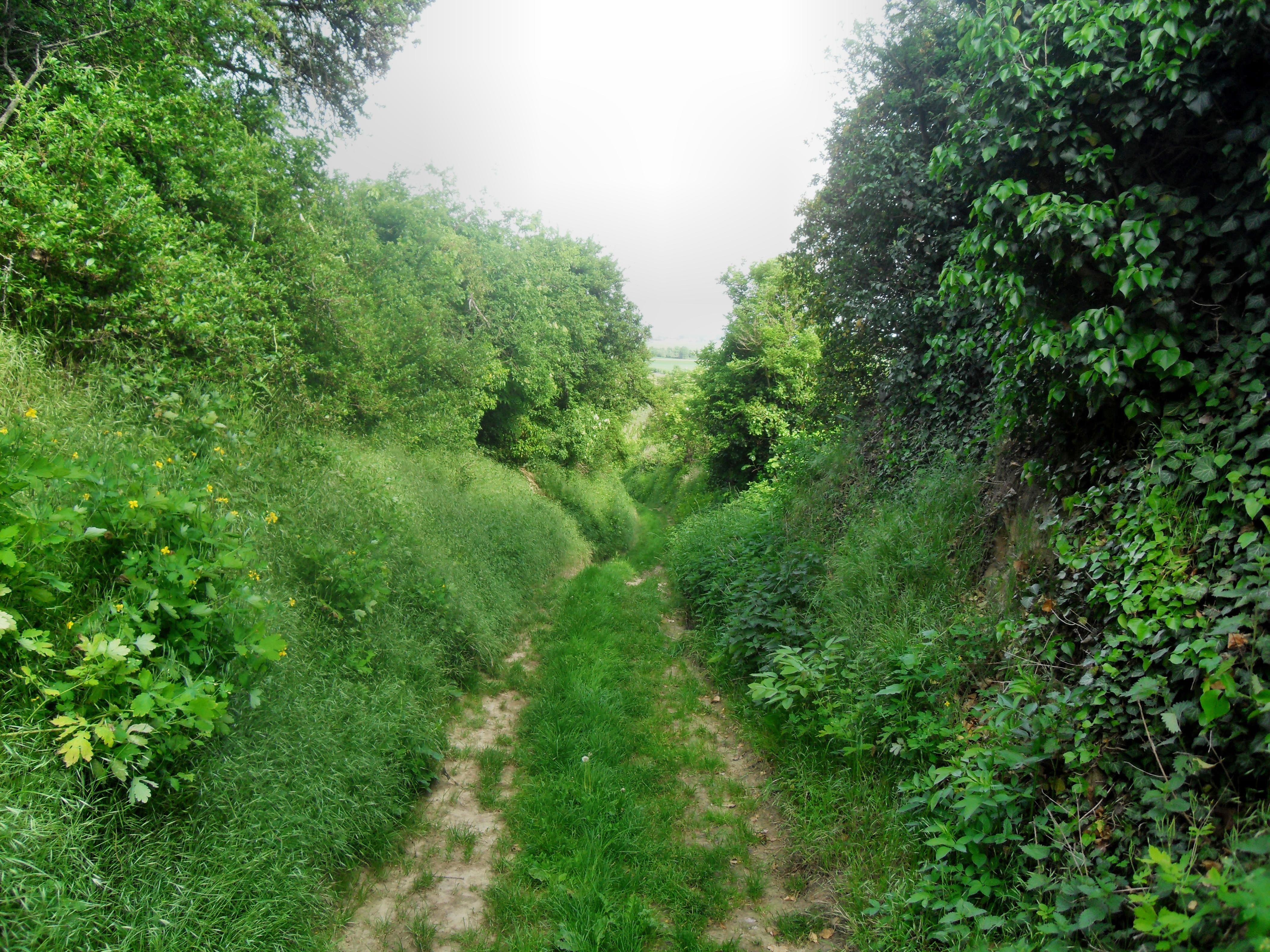
Das wohl größte Hohlwegsystem in Deutschland zwischen Alsheim und Mettenheim: in der Nähe von Alsheim

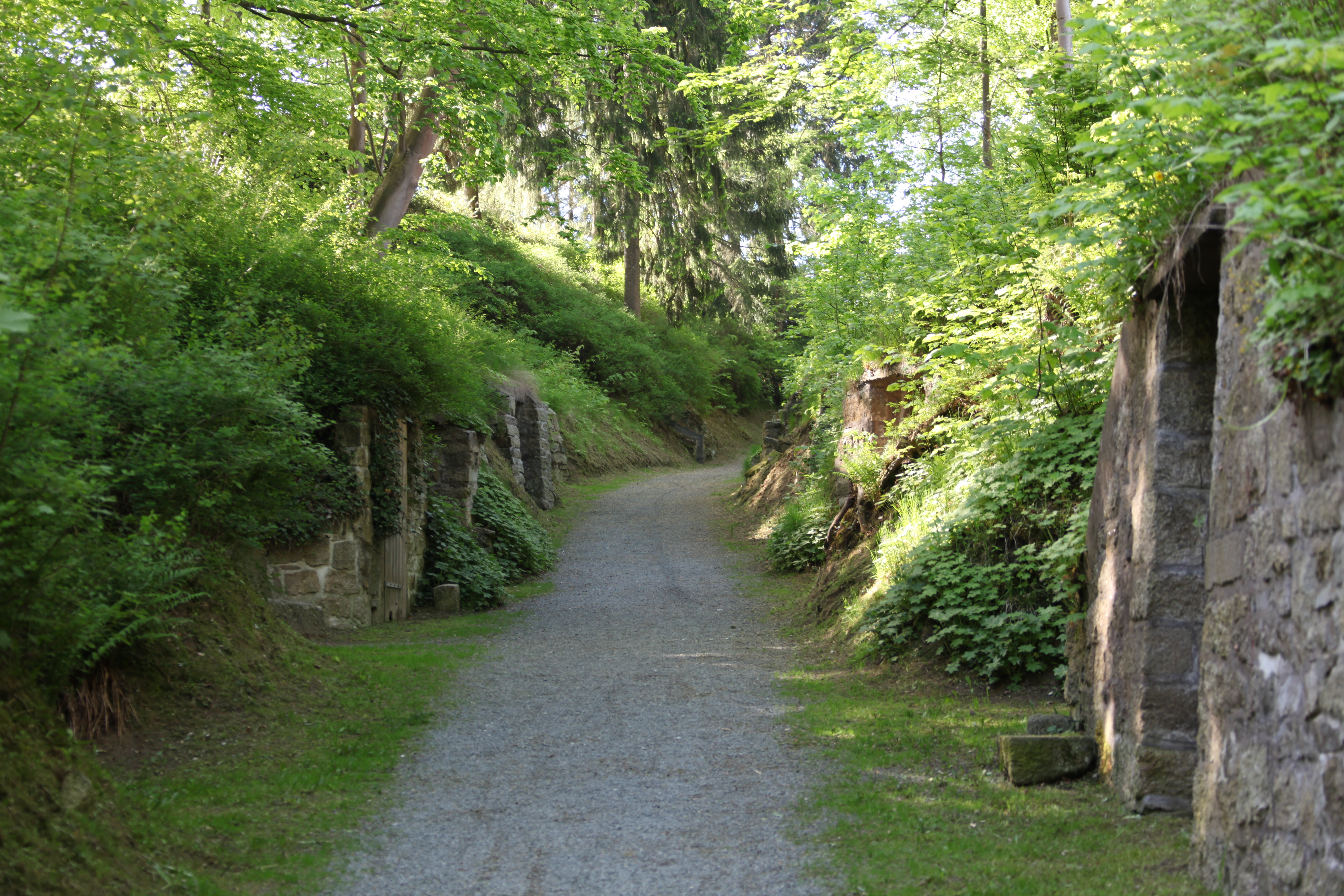
Hohlweg mit Felsenkellern am Kreuzberg in Münchberg im Verlauf der Altstraße in Richtung Sparneck

Hohlwege gibt es in verschiedenen Landschaften mit unterschiedlichen Bodenarten. Verbreitet sind sie in Lösslandschaften als Lösshohlweg, daneben findet man sie auch in Gebieten mit starker Waldnutzung auf weichen Substraten, wie in Buntsandsteingebieten z. B. im Pfälzerwald.
An den Flanken der Hohlwege wachsen oft Stauden und Gehölze, die Kleintieren als Unterschlupf und Nahrung dienen. Darum locken Hohlwege abends und nachts Fledermäuse an, die hier Jagd auf Nachtfalter und andere Insekten machen. Für landwirtschaftliche Gebiete und Wälder sind Hohlwege oft eine ökologische Bereicherung.
Durch menschliche Nutzung entstanden, droht den Hohlwegen heute durch Menschen wie auch durch Bodenerosion Verfall: Ungenutzte Hohlwege verwuchern oder rutschen zu. Heute arbeiten vielfach Bürger und Behörden zusammen, um Hohlwege als Bodendenkmäler zu erhalten;  früher wurden sie oft mit Bauschutt oder Gartenabfällen verfüllt.
Hohlwege sind von kulturhistorischer und archäologischer Bedeutung für die Frühgeschichte einer Landschaft. Einige stammen aus der Römerzeit.
Es gab auch sogenannte gedeckte Hohlwege, das waren sehr tief eingeschnittene Hohlwege an unbewaldeten Berghängen oder Wege zu einer Burg. Sie waren tiefer als Fuhrwerke hoch waren, so dass man lange Bäume quer darüber legen und mit Astwerk abdecken konnte. Damit waren auf diesen Streckenabschnitten Fuhrwerke und Personen für Feinde nur aus unmittelbarer Nähe sichtbar. Dort, wo Dörfer durch ein Gebück geschützt waren, konnte der Ort nur über Hohlwege erreicht werden. Ihre Tiefe war in der Nähe des Gebücks am größten. Hier wurden sie mit langen Baumstämmen zu einer Kontrollbrücke überdeckt, um den Verkehr darunter zu beobachten oder abzusperren.
Neue Hohlwege entstanden auch als Folge einer Umgehung des Straßenzwangs. Das veranlasste Burgherren wie die von Karlsfried dazu, mit Gegenmaßnahmen wie Gräben und Wällen ihre Nutzung zu verhindern. Absicht war die Sicherung ihrer Einnahmen für Wegezoll und Straßenerhalt.
Besonders ortsnahe Hohlwege wurden bei Vorliegen geeigneter geologischer Rahmenbedingungen zum Anlegen von Felsenkellern als Vorratsräume genutzt.
Um Hohlwege ranken sich oftmals Legenden.
Der Schweizer Wilhelm Tell soll im November 1307 den Landvogt Gessler aus sicherem Versteck an einem Hohlweg (Zitat aus dem Theaterstück Wilhelm Tell von Friedrich Schiller: Durch diese hohle Gasse muss er kommen…) bei Küssnacht mit einer Armbrust erschossen haben. Der heute als Hohle Gasse bezeichnete Weg wurde in seiner gegenwärtigen Form 1937 durch Steinsetzungen gebaut.
Auch im Sauerland befinden sich zahlreiche jahrhundertealte Hohlwege, die sich durch Forstwirtschaft und Bergbau teilweise vier bis fünf Meter tief in die Erde gearbeitet haben.
Im rheinhessischen Alsheim und Mettenheim gibt es wohl das größte Hohlwegesystem in Deutschland.
Einen Hohlweg aus der Zeit der Etrusker gibt es in Sovana.

## Lösshohlwege
Typisch für Lösslandschaften sind die Lösshohlwege.

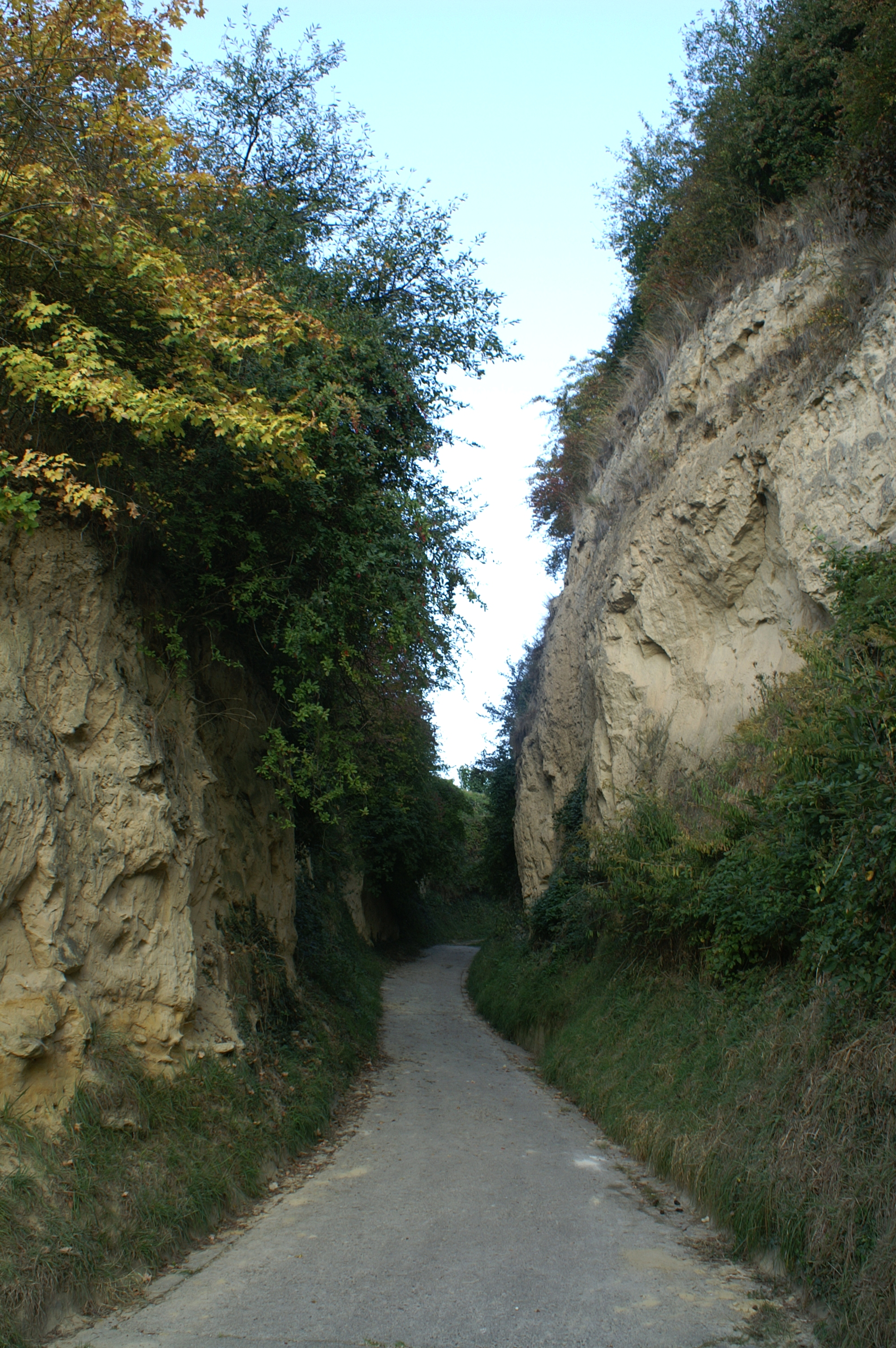
Sehr tief eingeschnittener „Lösshohlweg Eichberg“ im Kaiserstuhl

Da Löss als Lockergestein eine besondere Standfestigkeit aufweist, sind die Lösshohlwege weniger infolge der Verdichtung des befahrenen Bodens entstanden, sondern durch die Zerstörung der inneren Struktur des Lösses, bei dem die mineralischen Staubkörner (großteils Quarz) durch Kalk „zementartig“ verbunden sind. Mit der Wegnutzung etwa durch Wagenräder wird diese Struktur zerstört und die „Einzelkörner“ werden bei Niederschlägen abgeschwemmt. Auf diese Weise konnten sich im Kaiserstuhl im Laufe der Jahrhunderte Hohlgassen von bis zu 20 m Tiefe eingraben.
Lösshohlwege sind ökologisch wertvolle Lebensräume für viele Pflanzen und Tiere, da sie spezielle Bedingungen bieten. Vor allem die Gegensätze zwischen schattigen und sonnigen, trockenen und feuchten sowie windigen und windstillen Plätzen sind verantwortlich für das Vorhandensein der Lebensgemeinschaft Hohlweg. Vom Menschen wurden Höhlen im leicht zu bearbeitenden und dennoch stabilen Löss der Seitenwände eines Hohlwegs teilweise als Lagerraum genutzt – nicht jedoch als längerwährende Wohnmöglichkeit, wie irrigerweise früher behauptet wurde.
Besonders markante Lösshohlwege findet man im Kaiserstuhl bei Freiburg, im Breisgau und in der Ortenau. Dort werden sie oft Kinzig genannt.
Die Hohlwege im Kaiserstuhl beschrieb ein Geologe 1933 wie folgt: „Die Hohlwege am Kaiserstuhl bilden ein wahres Labyrinth, in dem nur der Ortskundige sich nicht verirrt. Von den Hauptgassen, die unter ständigen Krümmungen und Windungen an den Hängen hinaufstreben, zweigen nach allen Seiten die ebenso gewundenen Seitengassen ab. Jedes System von Hohlwegen hat den Grundriss eines viel verästelten, im Dorfe wurzelnden Baumes. Menschen, Tiere, Wagen und Wasser haben im Laufe der Zeiten die Hohlgassen immer mehr ausgetieft und erweitert. Die Gewitterregen suchen sich darin ihren Ablauf und graben sich an den Rändern tiefe, kañonartige Erosionsfurchen mit Kolken, treppenförmigen Absätzen und Erosionstunnels ein. Die mit Rebreisig beladenen Wagen schrammen die gelben Wände.“
In Rheinhessen gibt es zwischen den Gemeinden Alsheim und Mettenheim eines der größten Systeme von Lösshohlwegen in Deutschland. 11,5 Kilometer sind erhalten und zehn Kilometer sind begehbar. 30 Kilometer Wanderwege wurden von der Hohlwege-Gruppe Alsheim ausgeschildert. Besonders in der Vegetationszeit (April bis Oktober) zeigt sich die besondere Flora und Fauna. Seltene Pflanzen wie die Steppenkirsche (Prunus fruticosa) oder der Elsässer Haarstrang (Peucedanum alsaticum, ein Doldenblütler) sind recht häufig zu finden.
Typisch sind Lösshohlwege auch im Weinviertel in Niederösterreich, wo zahlreiche Keller in sie gegraben worden sind (→ Kellergassen).

## Hohlwege in felsigem Untergrund
Hohlwege gibt es auch in felsigem Untergrund. Dafür gibt es drei Gründe:
- Die Achsen vieler Fuhrwerke hatten – schon im römischen Reich[6] – eine standardisierte Spurbreite. Die Kanten der mit Metall beschlagenen Laufflächen der Räder trugen Gestein (speziell weiches) von der Fahrbahn ab. Speziell vielbefahrene Wege bzw. solche, die oft von Fuhrwerken mit schwerer Ladung befahren wurden, wurden abgetragen und dadurch immer tiefer eingegraben.
- Auch die mit Hufeisen (Pferde) und Klauenplatten (Ochsen) beschlagenen Zugtiere trugen Fahrbahnbelag ab, speziell an Steigungen.
- An kurzen, besonders steilen Teilstücken eines Weges legte man den Fahrbahnbelag tiefer, um die Steigung zu vermindern.

## Literatur

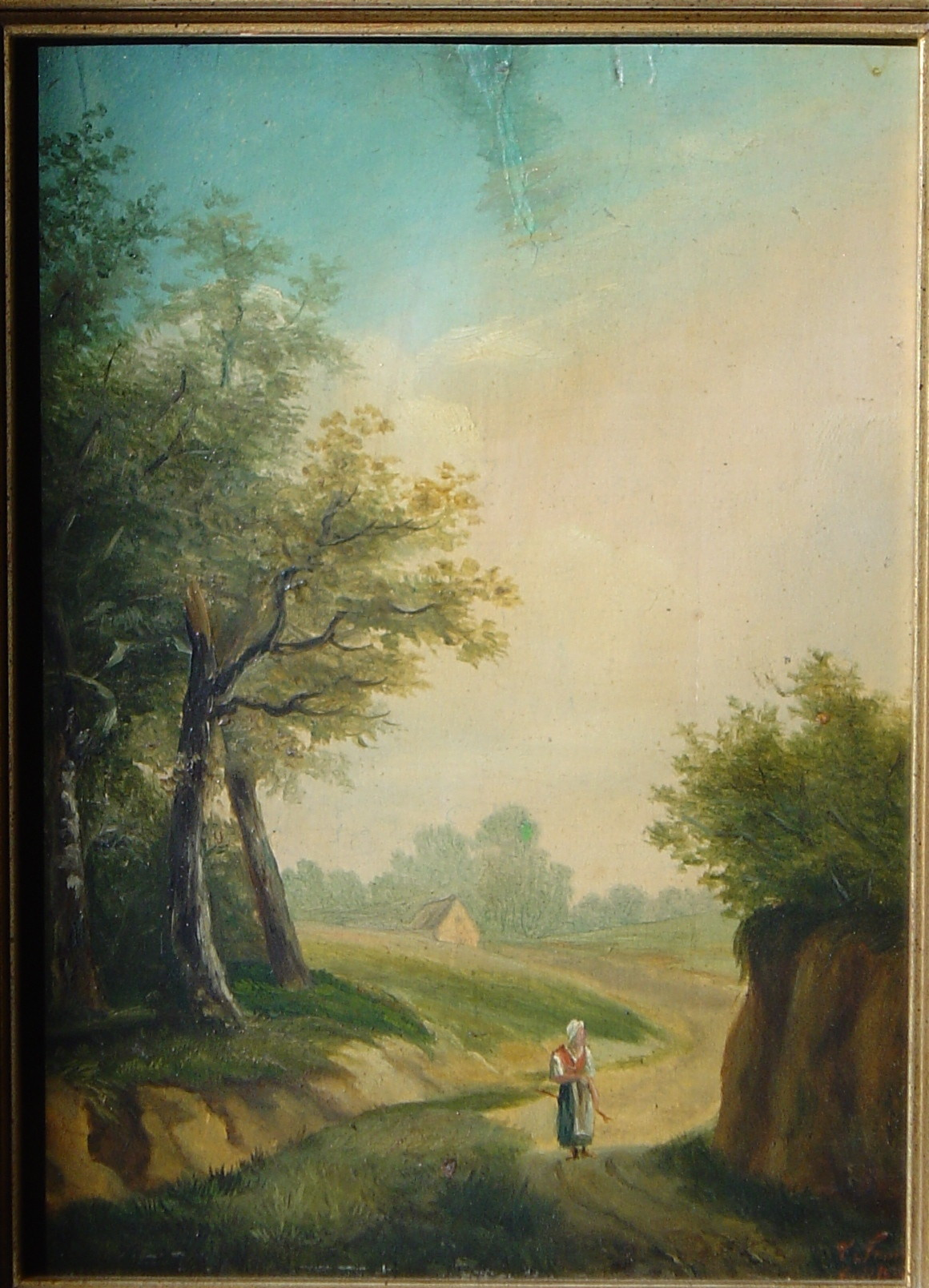
Hohlweg, Gemälde von L. Goville, 1830